# Fernando Guimarães Kevanu
Fernando Guimarães Kevanu (* 14. August 1936 in Odime; † 18. Mai 2022 in Ondjiva) war ein angolanischer Geistlicher und römisch-katholischer Bischof von Ondjiva.

## Leben
Fernando Guimarães Kevanu besuchte zunächst die Grundschule der Missionsstation in Omupanda und später das Kleine Seminar in Jau. Anschließend studierte er Philosophie und Katholische Theologie am Priesterseminar Cristo Rei in Huambo. Zudem absolvierte er in Spanien einen Kurs im Fach Pastoraltheologie. Am 2. Juli 1970 empfing Guimarães Kevanu das Sakrament der Priesterweihe.
Guimarães Kevanu war zunächst in den Missionsstationen in Cuamato, Môngua, Omupanda, Mupa Kafima und Ondjiva tätig, bevor er 1977 Subregens des Priesterseminars Cristo Rei in Huambo wurde. Von 1980 bis 1986 war er Generalvikar des Bistums Ondjiva. Am 12. September 1986 berief ihn Papst Johannes Paul II. zum Apostolischen Administrator des Bistums Ondjiva.
Papst Johannes Paul II. ernannte ihn am 30. Januar 1988 zum ersten Bischof von Ondjiva. Die Bischofsweihe spendete ihm der Erzbischof von Luanda, Alexandre Kardinal do Nascimento, am 3. Juli desselben Jahres in Ondjiva; Mitkonsekratoren waren Manuel Franklin da Costa, Erzbischof von Lubango, und Erzbischof Fortunato Baldelli, Apostolischer Delegat in Angola und Apostolischer Pro-Nuntius in São Tomé und Príncipe. Fernando Guimarães Kevanu wählte den Wahlspruch Palavra de Senhor („Das Wort Gottes“). Die Amtseinführung erfolgte am 10. Juli 1988. Guimarães Kevanu setzte sich besonders für die Förderung von Priesterberufungen und den Aufbau einer eigenen Priesterausbildung im Bistum Ondjiva ein. Er gründete das Kleine Seminar in Môngua und das propädeutische Seminar in Omupanda. In der Bischofskonferenz von Angola und São Tomé (CEAST) fungierte Fernando Guimarães Kevanu als Vorsitzender der Missionskommission.
Am 23. November 2011 nahm Papst Benedikt XVI das von Fernando Guimarães Kevanu aus Altersgründen vorgebrachte Rücktrittsgesuch an. Er starb am 18. Mai 2022 in Ondjiva im Alter von 85 Jahren und wurde auf dem Friedhof der Missionsstation in Omupanda beigesetzt.